# Scotoplanes
Genre
Scotoplanes est un genre de concombres de mer des abysses, de la famille des Elpidiidae. On les appelle souvent « cochons de mer ».

## Caractéristiques
Le genre a été décrit par le naturaliste Johan Hjalmar Théel en 1882, à l'occasion d'une expédition du célèbre HMS Challenger.
Ces holothuries sont caractérisées par leurs 7 paires de gros pieds (« podia »), leur corps gonflé, rosâtre pâle et presque translucide, et leurs quatre longues papilles dorsales.
L'espèce Scotoplanes globosa semble être la plus répandue, trouvée dans tous les principaux bassins océaniques du globe en de multiples endroits.
Ce sont toutes des espèces abyssales, vivant à des profondeurs extrêmes (« zone hadale ») : elles sont abondantes à plus de 6 000 mètres de profondeur, et ont été observées jusqu'à plus de 9 500 m. Ils vivent généralement en groupes très denses de plusieurs centaines d'individus, arpentant lentement le fond dans la même direction, en sens contraire au courant. Ce sont des dépositivores, qui se nourrissent en ingérant la couche supérieure du sédiment, préférentiellement le sédiment « frais » (tombé de la colonne d'eau il y a moins de 100 jours). Ils trient et portent ce sédiment à leur bouche au moyen de leurs tentacules peltés.
Ces espèces peuvent être parasitées par divers animaux, comme de petits mollusques gastéropodes du genre Stilapex ou des crustacés du genre Mirandotanais. Ils sont aussi souvent entourés de petits commensaux (crevettes, poissons...).

## Espèces
Selon World Register of Marine Species (25 oct. 2011) :
- Scotoplanes clarki Hansen, 1975
- Scotoplanes globosa (Théel, 1879)
- Scotoplanes hanseni Gebruk, 1983

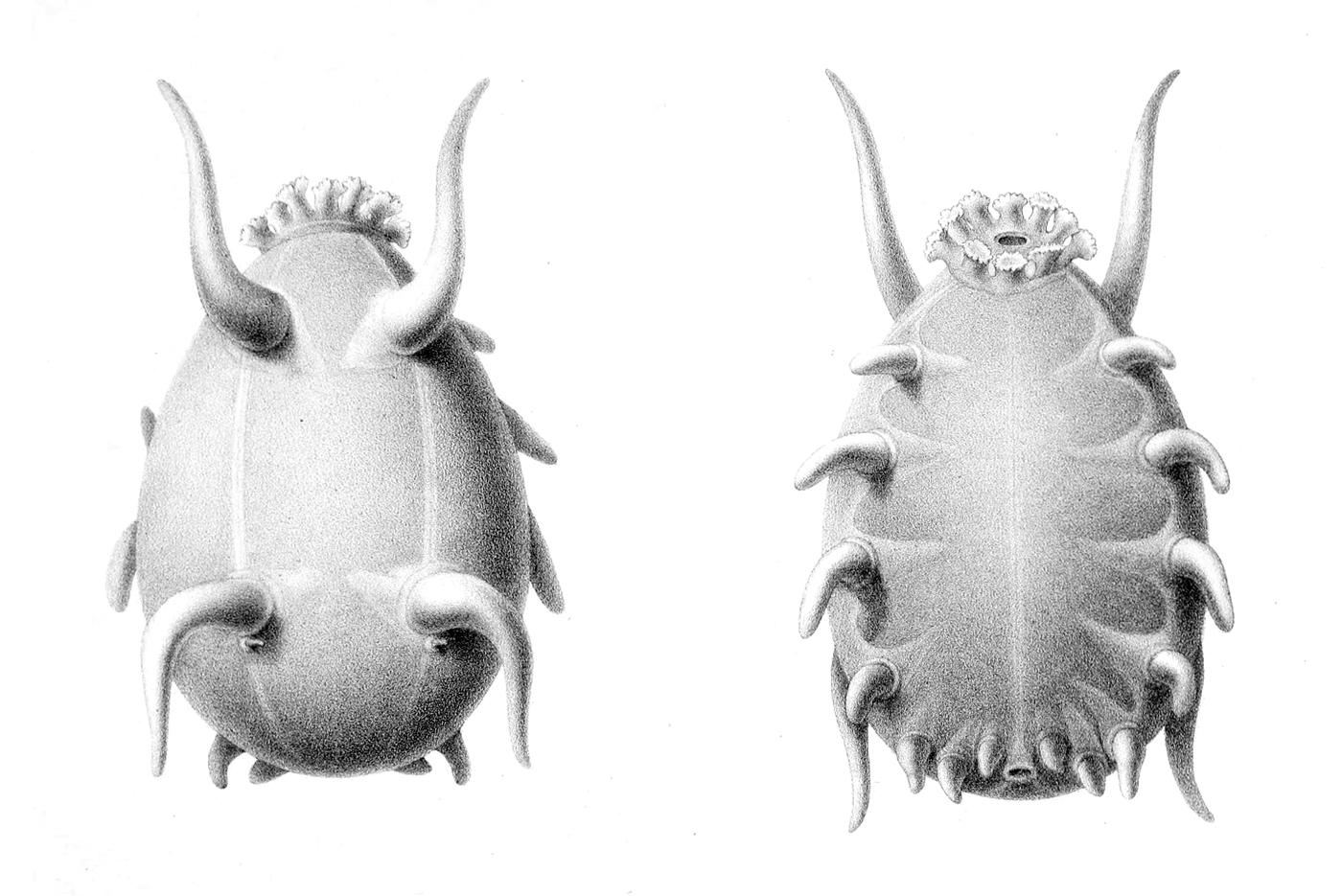
Scotoplanes globosa

- Scotoplanes kurilensis Gebruk, 1983
- Scotoplanes mutabilis (Ekman, 1927)

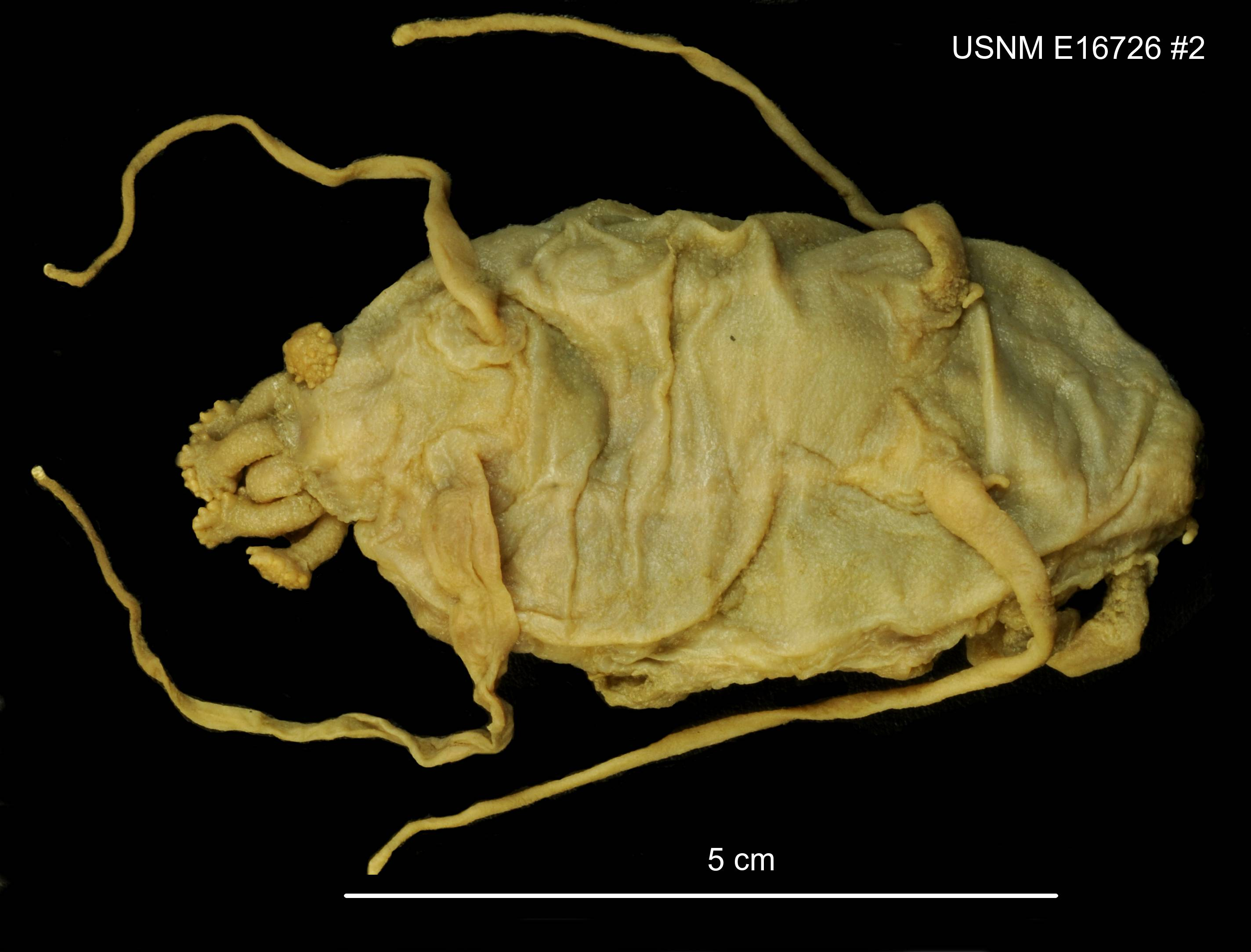
Scotoplanes globosa (spécimen de muséum)

Toujours selon la même source, les espèces suivantes ont été renommées :
- Scotoplanes albida Théel, 1882 - Ellipinion delagei (Hérouard, 1896)
- Scotoplanes angelicus Agatep, 1967 - Ellipinion papillosum (Théel, 1879)
- Scotoplanes delagei Hérouard, 1896 - Ellipinion delagei (Hérouard, 1896)
- Scotoplanes facetus Agatep, 1967 - Ellipinion facetum (Hansen, 1975)
- Scotoplanes galatheae Hansen, 1956 - Ellipinion galatheae (Hansen, 1956)
- Scotoplanes gilpinbrowni Pawson, 1965 - Achlyonice gilpinbrowni Pawson, 1965
- Scotoplanes insignis Théel, 1882 - Amperima insignis (Théel, 1882)
- Scotoplanes robusta Théel, 1882 - Amperima robusta Théel, 1882
- Scotoplanes theeli Ohshima, 1915 - Scotoplanes globosa Théel, 1879